# Joe Vera
Joe Vera (Pomona, California, 20 de abril de 1941) es un diseñador gráfico estadounidense-mexicano, creador de algunas obras gráficas características del inicio de los 1970's en México como el logotipo de Cancún y el póster oficial del polémico Festival de Avándaro.

## Biografía
Nacido como José Guadalupe Vera Gómez, hijo de artistas, sus primeras relaciones con el mundo artístico los vivió en la compañía de teatro de su padre. En la adolescencia, tomo cursos de dibujo desarrollando una fuerte vocación para así dar pie a matricularse en el Art Center College de Los Ángeles.

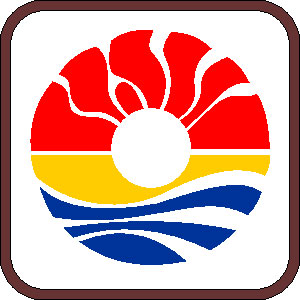
Emblema Benito Juárez-Cancún

En 1968 llega a la Ciudad de México para trabajar con el famoso artista Giancarlo Novi. Poco después el productor de Telesistema Mexicano, Luis de Llano Macedo, le hizo el encargo de diseñar lo que sería una obra por la cual fuera reconocido a nivel mundial, el póster oficial del Festival de Rock y Ruedas Avándaro 1971. Acudió al polémico festival invitado por Luis de Llano y fue testigo del fenómeno posterior conocido como El Avandarazo.
Para 1974 contaba con su propio despacho "Joe Vera y Asociados" en el cual se mantuvo vigente por espacio de 18 años. A principios de su carrera como diseñador independiente, recibió el llamado del entonces encargado de la FONATUR, Guillermo Grimm, para realizar el logotipo de Cancún, ciudad eminentemente turística que se estaba desarrollando por entonces. Al correr del tiempo, dicho logotipo pasó a ser el escudo de la susodicha ciudad.
A mediados de los años 1980 se reinstaló en Los Ángeles con la empresa Vera Design. Diseñó el logotipo para la compañía Acá Joe y diversos diseños para reconocidas marcas como Danone, Purina, entre otras.